# Горська (платформа)
Горська — платформа Сестрорецького напрямку Жовтневої залізниці. Розташована в селищі Лисичин Ніс Приморського району і місті Сестрорецьк Курортного району Санкт-Петербурга. Виходить до Приморського шосе та Великої Горської вулиці.
На платформі зупиняються всі електропоїзди, що прямують через неї. Платформа розташована на одноколійній дільниці між станцією Лисичин Ніс та платформою Олександрівська.
Платформа була влаштована одночасно з пуском дільниці  Роздільна — Сестрорецьк Приморської Санкт-Петербург-Сестрорецької залізниці 26 листопада 1894 року.
1 червня 1952 року Сестрорецькая лінія була електрифікована.